# 3003 Konček
3003 Konček là một tiểu hành tinh vành đai chính với chu kỳ quỹ đạo là 1923.3323400 ngày (5.27 năm).
Nó được phát hiện ngày 28 tháng 12 năm 1983.